# Landkreis Rügen
Landkreis Rügen is een voormalig Landkreis in de Duitse deelstaat Mecklenburg-Voor-Pommeren. Het heeft een oppervlakte van 974 km². De Landkreis besloeg het gehele eiland Rügen. Rügen staat bekend om haar verschillende badplaatsen die grotendeels weer in oude stijl zijn opgetrokken na die Wende.

## Geschiedenis
Het Landkreis Rügen ontstond op 3 oktober 1990 toen na de Duitse hereniging de Kreis Rügen als Landkreis Rügen werd ondergebracht in de Duitse deelstaat Mecklenburg-Voor-Pommeren.
Op 4 september 2011 is het samengevoegd met de Landkreis Nordvorpommern en de kreisfreie stad Stralsund tot het nieuwe Landkreis Vorpommern-Rügen.

## Steden en gemeenten
Rügen was op het moment van opheffing bestuurlijk in de volgende steden en gemeenten onderverdeeld:
| Amtsvrije gemeenten 1. Binz 2. Putbus, Stad 3. Sassnitz, Stad |

Ämter met deelnemende gemeenten/steden
* = Bestuurscentrum van de Amtsverwaltung
| | | |
| - 1. Amt Bergen auf Rügen 1. Bergen auf Rügen, Stad * 2. Buschvitz 3. Garz/Rügen, Stad 4. Gustow 5. Lietzow 6. Parchtitz 7. Patzig 8. Poseritz 9. Ralswiek 10. Rappin 11. Sehlen | - 2. Amt Mönchgut-Granitz 1. Baabe * 2. Gager 3. Göhren 4. Lancken-Granitz 5. Middelhagen 6. Sellin 7. Thiessow 8. Zirkow - 3. Amt Nord-Rügen 1. Altenkirchen 2. Breege 3. Dranske 4. Glowe 5. Lohme 6. Putgarten 7. Sagard * 8. Wiek | - 4. Amt West-Rügen 1. Altefähr 2. Dreschvitz 3. Gingst 4. Insel Hiddensee 5. Kluis 6. Neuenkirchen 7. Rambin 8. Samtens * 9. Schaprode 10. Trent 11. Ummanz |

## Bestuurlijke herindelingen
Sinds de oprichting van het district in 1994 hebben er diverse bestuurlijke herindelingen plaatsgevonden. Tot op heden betreft het de volgende wijzigingen.

### Amt
- Fusie van de Ämter Jasmund en Wittow tot het Amt Nord-Rügen op 1 januari 2005.
- Fusie van de Ämter Gingst en Südwest-Rügen evenals de tot dan amtsvrije gemeente Insel Hiddensee tot het Amt West-Rügen op 1 januari 2005.
- Fusie van de Ämter Bergen-Land en Garz evenals de tot dan amtsvrije stad Bergen auf Rügen tot het Amt Bergen auf Rügen op 1 januari 2005.
- Wisselen van de gemeente Zirkow van het voormalige Amt Bergen-Land naar het Amt Mönchgut-Granitz op 1 januari 2005.

### Gemeente
- Annexatie van de gemeente Groß Schoritz door Garz/Rügen op 1 januari 2001.
- Annexatie van de gemeente Karnitz door Garz/Rügen op 1 januari 2004.
- Annexatie van de gemeente Zudar door Garz/Rügen op 13 juni 2004.
- Annexatie van de gemeente Thesenvitz door Bergen auf Rügen op 1 januari 2011.

Bad Doberan · Demmin · Greifswald · Güstrow · Ludwigslust · Mecklenburg-Strelitz · Müritz · Neubrandenburg · Nordvorpommern · Nordwestmecklenburg · Ostvorpommern · Parchim · Rostock · Rügen · Schwerin · Stralsund · Uecker-Randow · Wismar